# Народна партия
Вижте пояснителната страница за други значения на Народна партия.
Народната партия е българска дясноцентристка либерална политическа партия, съществувала от 1894 до 1920-те години. С нея е свързан вестник „Мир“.
Народната партия е сформирана след падането на правителството на Стефан Стамболов, през 1894 г., от представители на старата Консервативна партия и на Народната партия от Източна Румелия. През 1899 г. група, начело с Константин Величков, напуска Народната партия и се влива в Прогресивнолибералната партия. В началото на 20 век тези две партии все повече се сближават и през 1920 г. се сливат в Обединена народно-прогресивна партия. През 1923 г. тя се влива в Демократическия сговор.

## Участия в избори

### Парламентарни
| година          | избори                  | гласове | %     | резултат  |
| --------------- | ----------------------- | ------- | ----- | --------- |
| 1894            | Народно събрание        | –       | –     | 87 / 167  |
| 1896            | Народно събрание        | –       | –     | 80 / 159  |
| 1899            | Народно събрание        | 41 600  | 12,1% | 2 / 169   |
| 1901            | Народно събрание        | 66 910  | 22,8% | 29 / 164  |
| 1902            | Народно събрание        | 82 010  | 20,3% | 28 / 189  |
| 1903            | Народно събрание        | –       | –     | 134 / 169 |
| 1908            | Народно събрание        | 46 388  | 9,9%  | 7 / 203   |
| юни 1911*       | Велико Народно събрание | 291 770 | 52,4% | 342 / 414 |
| септември 1911* | Народно събрание        | 273 223 | 54,2% | 190 / 212 |
| 1913            | Народно събрание        | 23 344  | 4,5%  | 5 / 204   |
| 1914            | Народно събрание        | 39 035  | 5,1%  | 10 / 245  |
| 1919            | Народно събрание        | 57 907  | 9,0%  | 19 / 237  |
| 1920            | Народно събрание        | 61 647  | 6,8%  | 14 / 232  |

- На изборите през 1911 г. е в коалиция с Прогресивнолибералната партия.

## Участия в правителства
Второ правителство на Константин Стоилов (31 май 1894 – 21 декември 1894) – коалиция с Либерална партия (радослависти)
- министерство на външните работи и изповеданията – Григор Начович
- министерство на вътрешните работи – Константин Стоилов
- министерство на финансите – Иван Евстатиев Гешов
- министерство на търговията и земеделието – Иван Евстатиев Гешов
- министерство на обществените сгради, пътищата и съобщенията – Григор Начович, Константин Величков

Трето правителство на Константин Стоилов (21 декември 1894 – 30 януари 1899) – самостоятелно
- министерство на външните работи и изповеданията – Григор Начович, Константин Стоилов
- министерство на вътрешните работи – Константин Стоилов, Найден Бенев
- министерство на народното просвещение – Константин Величков, Иван Вазов
- министерство на финансите – Иван Евстатиев Гешов, Теодор Теодоров
- министерство на правосъдието – Димитър Минчевич, Константин Стоилов, Теодор Теодоров, Георги Згурев
- министерство на търговията и земеделието – Иван Евстатиев Гешов, Григор Начович, Константин Величков, Найден Бенев
- министерство на обществените сгради, пътищата и съобщенията – Михаил Маджаров

Правителство на Иван Евстатиев Гешов (29 март 1911 – 14 юни 1913) – коалиция с Прогресивнолиберална партия
- министерство на външните работи и изповеданията – Иван Евстатиев Гешов
- министерство на народното просвещение – Стефан Бобчев, Иван Пеев-Плачков
- министерство на финансите – Теодор Теодоров
- министерство на обществените сгради, пътищата и благоустройството – Иван Евстатиев Гешов, Димитър Яблански

Четвърто правителство на Стоян Данев (14 юни 1913 – 17 юли 1913) – коалиция с Прогресивнолиберална партия
- министерство на вътрешните работи и народното здраве – Михаил Маджаров
- министерство на народното просвещение – Иван Пеев-Плачков
- министерство на финансите – Теодор Теодоров
- министерство на търговията, промишлеността и труда – Атанас Буров
- министерство на обществените сгради, пътищата и благоустройството – Димитър Яблански

Трето правителство на Александър Малинов (17 октомври 1918 – 28 ноември 1918) – коалиция с Демократическа и Радикалдемократическа партия, БРСДП и БЗНС
- министерство на външните работи и изповеданията – Теодор Теодоров

Първо правителство на Теодор Теодоров (28 ноември 1918 – 7 май 1919) – коалиция с Демократическа, Радикалдемократическа и Прогресивнолиберална партия, БРСДП и БЗНС
- министерство на външните работи и изповеданията – Теодор Теодоров

Второ правителство на Теодор Теодоров (7 май 1919 – 6 октомври 1919) – коалиция с Радикалдемократическа и Прогресивнолиберална партия, БРСДП и БЗНС
- министерство на външните работи и изповеданията – Теодор Теодоров
- министерство на войната – Михаил Маджаров

Правителство на Александър Стамболийски (6 октомври 1919 – 23 юни 1923) – първоначално коалиция с БЗНС и Прогресивнолиберална партия
- министерство на външните работи и изповеданията – Михаил Маджаров
- министерство на търговията, промишлеността и труда – Атанас Буров

## Видни дейци
- Стефан Бобчев (1853 – 1940)
- Атанас Буров (1875 – 1954)
- Иван Вазов (1850 – 1921)
- Константин Величков (1855 – 1907)
- Иван Евстатиев Гешов (1849 – 1824)
- Михаил Маджаров (1854 – 1944)
- Иван Пеев-Плачков (1864 – 1942)
- Константин Стоилов (1853 – 1901)
- Теодор Теодоров (1859 – 1924)